# Juin 1824

## Événements
- France : premiers cours de « chimie appliquée aux arts et aux manufactures » par Frédéric Kuhlmann, dans une démarche précoce d'application des sciences à l'industrie, rue du Lombard (Lille).
- Accord international de Saint-Pétersbourg : les grandes puissances (Autriche, Royaume-Uni et Russie) décident une démarche collective auprès du sultan ottoman pour qu’il cesse de réprimer l’insurrection grecque. Le tsar préconise la formation de trois principautés grecques autonomes. Des comités de soutien aux insurgés grecs se forment dans toute l’Europe.

- 6 juin : Combination Acts. Le Parlement britannique autorise les syndicats : la loi exclut les trades-unions des poursuites pour actions collectives contre la loi commune. Cette mesure met un terme aux lois condamnant les associations d’ouvriers.

- 17 juin, États-Unis : fondation du Bureau des réserves indiennes, rattaché au ministère de la guerre et établi à Washington. Chargé de régler les litiges territoriaux, ce bureau se transformera en un outil de colonisation des terres indiennes.

## Naissances
- 12 juin : Albert-Ernest Carrier-Belleuse, sculpteur et peintre français († 4 juin 1887).
- 26 juin : William Thomson (Lord Kelvin) (mort en 1907), physicien britannique (thermodynamique).
- 28 juin : Paul Broca (mort en 1880), médecin anatomiste et anthropologue français.

## Décès
- 14 juin : Charles-François Lebrun, troisième consul et prince-architrésorier du Premier Empire.
- 21 juin : Louis-François de Bausset, cardinal français, évêque d'Alès (° 14 décembre 1748).